# Walter Niederhauser
Walter Niederhauser (* 2. Juli 1898 in Eriswil; † 1. Januar 1985 in Zürich, heimatberechtigt in Eriswil) war ein Schweizer Schokoladenfabrikant.

## Leben
Walter Niederhauser kam am 2. Juli 1898 in Eriswil als Sohn des Andreas Niederhauser und der Elise geborene Studer zur Welt. Nachdem Niederhauser eine Lehre als Konditor absolviert hatte, sammelte er während mehrerer Jahre Berufserfahrung im In- und Ausland, unter anderem je vier Jahre in Finnland und Schweden sowie ein Jahr in Italien. In der Folge besuchte Niederhauser deutsche Fachschulen und erwarb den deutschen Meistertitel. Daran anschliessend unternahm er Studienreisen nach England und Frankreich.
Im Jahr 1931 eröffnete Niederhauser in der Zürcher Altstadt eine Schokoladenfabrik, die bereits ein Jahr später aus Platzgründen ins Zürcher Hardquartier verlegt wurde. 1947 erfolgte schliesslich die Übersiedlung der Fabrik nach Herzogenbuchsee. Nachdem vorerst vor allem Halbfabrikate hergestellt wurden, produzierte die Firma danach auch Fertigprodukte unter dem Namen "Niederhauser-Schokolade".
Walter Niederhauser heiratete im Jahr 1947 Josephine Rosa, die Tochter des Johann Paul Geser. Er starb am 1. Januar 1985 im Alter von 86 Jahren in Zürich.